# Ali Al Ahrach
Ali Al Ahrach (en arabe : علي الأحرش), né le 5 juillet 1984, est un cavalier marocain.

## Carrière
Ali Al Ahrach est médaillé d'or en saut d'obstacles par équipes aux Jeux africains de 2019 à Rabat.
Il participe aux Jeux olympiques d'été de 2020 à Tokyo.